# (327) Columbia
(327) Columbia es un asteroide perteneciente al cinturón de asteroides descubierto el 22 de marzo de 1892 por Auguste Honoré Charlois desde el observatorio de Niza, Francia.
Está nombrado en honor de Cristóbal Colón (c.1446-1506), navegante y cartógrafo al servicio de la Corona de Castilla.